# Tiranet muntanyenc
El tiranet muntanyenc (Zimmerius improbus) és una espècie d'ocell de la família dels tirànids (Tyrannidae) que habita boscos de les muntanyes del nord-est de Colòmbia i nord-oest de Veneçuela.